# Årets norrbottning
Årets norrbottning är en utmärkelse som delats ut av tidningen Norrbottens-Kuriren från 1994-2017. Från 2017-2023 delades den ut av Norrbottens-Kuriren och NSD till en framträdande norrbottning. Tidningens läsare utser vinnaren.
Följande personer har erhållit utmärkelsen:
- 1994 – Lars Törnman, politiker, Kiruna
- 1995 – Thomas Fogdö, utförsskidåkare, Gällivare
- 1996 – Björn Rosengren, landshövding, Luleå
- 1997 – Daniel Holmlund
- 1998 – Britt Boström
- 1999 – Anita Grönlund
- 2000 – Mikael Niemi, författare, Pajala
- 2001 – Peter Eriksson, politiker, Kalix
- 2002 – Brolle, artist, Boden
- 2003 – Daniel Henriksson, ishockeymålvakt, Övertorneå
- 2004 – Pontus Johansson
- 2005 – Sven-Erik Bucht, Haparandas kommunalråd, Karungi
- 2006 – Markus Fagervall, artist, Övertorneå
- 2007 – Charlotte Kalla, längdskidåkerska, Tärendö
- 2008 – Kevin Borg, artist, Arvidsjaur
- 2009 – Anette Ölmbro och Ulrika Schönbeck, åklagare, Gällivare
- 2010 – Elisabeth Marklund, undersköterska på demensboende, Piteå
- 2011 – Linda Moestam, genusvetare och vikarie inom äldreomsorgen, Luleå
- 2012 – Erik Sarri, Olof Sarri, Niila Inga och Peter Fankki, renskötare som letade efter överlevande efter Herculesolyckan
- 2013 – Per Kenttä, ishockeytränare, Haparanda
- 2014 – Charlotte Kalla (andra gången)
- 2015 – Olov och Johan Gunnarstedt, entreprenörer, ägare av Kåbdalis skidanläggning.[2]
- 2016 – Klas Eriksson, komiker.[3]
- 2017 – Sara Arnia, skådespelare.[4]
- 2018 – Piteå IF[5]
- 2019 – Bastard Burgers[6]
- 2020 – Anders Nystedt, smittskyddsläkare.[6]
- 2021 – Erik Granqvist, hockeyprofil.[7]
- 2022 - Hooja och DJ Mårdhund[8]
- 2023 – Petra Malm, f.d. elitsoldat[9]